# جان پلامناتز
جان پلامناتز با نام کامل جان پتروف پلامناتز (سیریلیک صربی: Јован Петров Пламенац؛ ۱۶ مهٔ ۱۹۱۲ – ۱۹ فوریهٔ ۱۹۷۵) فیلسوف سیاسی، استاد دانشگاه اهل بریتانیا و دانشگاه آکسفورد بود. وی برای تحلیل‌هایی که در زمینه تعهد سیاسی و نظریه دموکراسی داشته اشت شهرت دارد.

## زندگی
پلامناتز در یک خانواده از طبقه بالا در مونته نگرو به دنیا آمد. خانواده وی در سال 1916 پس از اشغال اتریش-مجارستان توسط آلمان به انگلستان مهاجرت کرده و جان در آنجا بزرگ شد. پدر وی وزیر امورخارجه مونته نگرو بود و مادر وی نیز دارای پیش زمینه خانوادگی اشرافی بود.
جان پلامناتز در دانشگاه آکسفورد در رشته تاریخ تحصیل کرد. تخصص وی در حوزه نظریه سیاسی بود و بخش مهمی از زندگی آکادمیک خود را در دانشگاه آکسفورد به تدریس در این زمینه گذراند. وی از سال 1936 تا 1951 پژوهشگر و استاد کالج آل سولز آکسفورد و بین سال‌های1951تا 1967 پژوهشگر کالج نافیلد آکسفورد بوده‌است. در سال 1967 وی بار دیگر به عنوان پژوهشگر حرفه‌ای به کالج آل سولز بازگشت.
وی در دوران جنگ جهانی دوم یکی از اعضای دولت در تبعید پادشاهی یوگسلاوی بود و در این دوره کتاب «درباره ژنرال میهایلوویچ» را نوشت.
در سال 1943 وی با یکی از شاگردانش بنام ماریوری هانتر ازدواج کرد. تفریح و سرگرمی اصلی وی پیاده‌روی بود.

## کتابشناسی

### ترجمه به فارسی
انسان و جامعه: نظریه سیاسی و اجتماعی از ماکیاولی تا مارکس، ترجمه کاظم فیروزمند، تهران: روزنه، 1387.
ای‍ده‌ئ‍ول‍وژی، ترجمه عزت الله فولادوند، تهران: انتشارات علمی و فرهنگی، 1373.
شرح و نقدی بر فلسفه اجتماعی و سیاسی هگل، ترجمه حسین بشیریه، تهران: نشر نی، 1367.

### مجموعه آثار
- Consent, Freedom and Political Obligation (1938)
- What is Communism? (1947) with Stephen King-Hall
- The English Utilitarians, with a reprint of Mill's Utilitarianism (1949) and later editions
- The Revolutionary Movement in France 1815 to 1871 (1952)
- From Marx to Stalin (1953)
- German Marxism and Russian Communism (1954)
- On Alien Rule and Self-Government (1960)
- Man & Society. A Critical Examination of Some Important Social & Political Theories from Machiavelli to Marx (2 vols, 1963) and later editions
- Readings from Liberal Writers, English and French (1965) editor
- Leviathan, edited & abridged by John Plamenatz. Thomas Hobbes (Author). Publisher: London: Fontana (1969)
- Ideology (1970)
- Democracy and Illusion: An Examination of Certain Aspects of Modern Democratic Theory (1973)
- Karl Marx's Philosophy of Man (1975)
- Machiavelli, Hobbes, and Rousseau (2012)